# NGC 5537
NGC 5537 este o infrared source⁠(d) situată în constelația Fecioara. A fost descoperită în 8 mai 1864 de către Albert Marth.